# Radio Iași
Radio Iași (denumit și Radio Moldova) este un post public de radio din Iași, România, parte a Societății Române de Radiodifuziune și Radio România Regional. Radio Iași a emis pentru prima dată la 2 noiembrie 1941, sub numele de Radio Moldova. Formatul postului este Classic, care include Adult Contemporary, Ethnic, Classical music și pune în evidență conceptul european actual al formatului Mix Adult Contemporary. Radio Iași se adresează locuitorilor din județele Bacău, Botoșani, Galați, Iași, Neamț, Suceava, Vaslui, Vrancea, din Republica Moldova, Ucraina și lumii globalizate a Internetului.

## Istoric
La 5 august 1937, Societatea de Radiodifuziune a comunicat Uniunii Internaționale de Radiodifuziune câteva proiecte pe care și le propune pentru perioada următoare, printre care se afla și acela de instalare a unui emițător de 20 kW la Iași.
Momentul istoric în care a apărut postul „Radio Moldova” la Iași este perioada cuceririi Basarabiei și nordului Bucovinei, sovieticii aveau postul de radio Tiraspol, care își începuse emisia la 30 octombrie 1930, al cărui scop principal îl constituia propaganda antiromânească spre Moldova dintre Prut și Nistru.
Ulterior, în 1936, a fost construită tot la Tiraspol noua stație de emisie, Maxim Gorki, care permitea o acoperire mult mai mare de teritoriului Basarabiei. Pentru a contracara propaganda antiromânească, în 1937, Primăria Chișinău a cedat Societății Române de Radiodifuziune clădirea fostului Teatru Pușkin pentru a deschide primul post de radio de la Chișinău. Emisiunile experimentale au început în primele zile din iunie 1939. Măsurătorile efectuate după montarea postului au demonstrat că Radio Basarabia acoperă cu rezultate foarte bune teritoriul dintre Siret și Nistru, eliminând practic influența posturilor rusești de la Tiraspol și Odesa. Radio Basarabia, condus inițial de Gheorghe Neamu, a fost inaugurat oficial pe 8 octombrie 1939 prin transmiterea liturghiei de la Catedrala Mitropolitană din Chișinău, fiind primul studio regional al Societatății Române de Radiodifuziune.
Ocupația sovietică a Basarabiei din iunie 1940 a însemnat închiderea postului Radio Basarabia, personalul și arhiva au fost retrase la Huși, dar nu și emițătorul de 20 kw, iar cadavrele angajaților fiind găsite într-un puț părăsit din curtea postului, iar clădirea, cu tot ce se afla în ea, a fost aruncată în aer.
În anul 1941, inginerul Emil Petrașcu are meritul de a fi propus, alături de jurnalistul Alexandru Hodoș – fost director adjunct de programe la Radiodifuziune, după distrugerea, în vara acelui an, a postului de Radio Chișinău de către trupele sovietice, instalarea la Iași a postului de 5 kW, produs de firma italiană Magnetti Marelli.

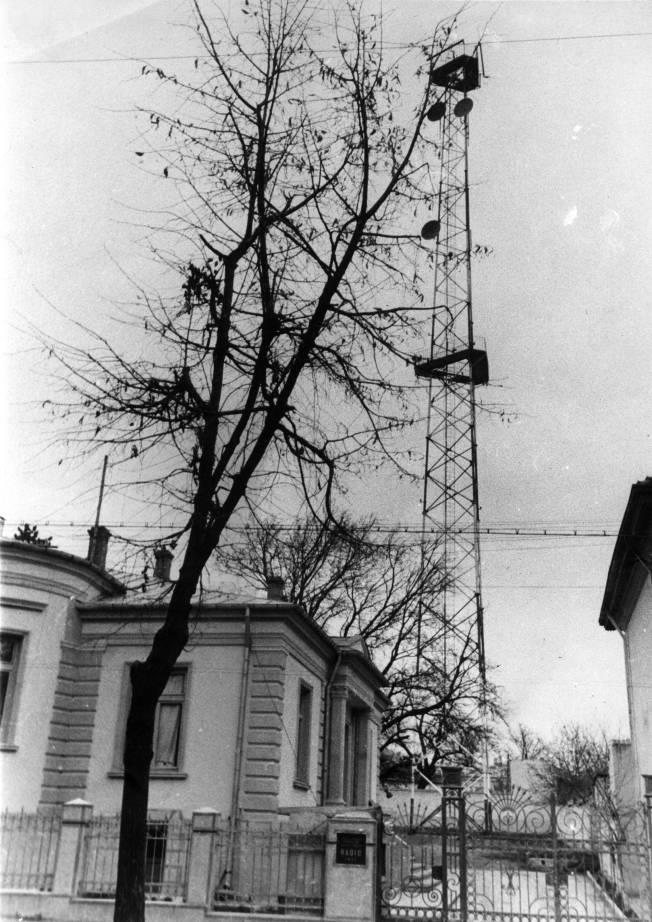
Sediul radio Iași și antena în planul depărtat.

La 31 iulie 1941 a avut loc ședința Consiliului de Administrație al Societatății Române de Radiodifuziune în care este dezbătută problema posturilor de la Chișinău și Tiraspol și se hotărăște ca postul de 5 kW adus din Italia să fie instalat la Iași. În ședința Comitetului de direcție din 10 septembrie s-a aprobat „lucrarea propusă de Direcția Tehnică de reparațiuni și amenajări necesare a se efectua imobilului din Iași, strada Lascăr Catargi nr. 19, destinat să adăpostească postul de 5 kW, studiourile, birourile de programe și administrative în valoare de 993.976 lei. Lucrările de montare au fost realizate în 9 luni.
La 2 noiembrie 1941, într-o zi de duminică, răsunau – pentru prima dată în eter – cuvintele „Aici Radio Moldova”, pe lungimea de 259 de metri, aceste prime cuvinte fiind rostite de crainicul Petre P. Andrei.
Din punct de vedere tehnic, conform inginerului M. Konteschweller, membru al echipei de recepție a postului, în grădina casei de pe strada Lascăr Catargi s-au montat două catarge de lemn de 50 de metri înălțime, care suportă antena în „T”. Antena a fost construită la Bod de inginerul Alexandru Georgescu, care a condus și lucrările de instalare de la Iași. Deși se prevăzuse instalarea unui post de 50 de Kw putere, acesta nu a fost procurat în timp util, astfel că s-a instalat în mod provizoriu postul de 5 kW, care era satisfăcător din punct de vedere al puterii de acoperire și, în plus, era compact, ușor de transportat și a permis instalarea într-un timp extrem de scurt. Postul a funcționat la început cu puterea de 1 kW, iar după toate testele necesare, abia în mai 1942 a ajuns la puterea nominală de 5 kW, în antenă, pe 280,9 m. Postul în sine era compus din patru dulapuri cu dimensiunile 2x1x0,7 metri adâncime, plus transformatoarele, filtrele și masa de comandă, plus grupul generator, toate putând fi încărcate într-un camion cu remorcă.
În 1944, odată cu intrarea trupelor sovietice în Iași, postul „Radio Moldova” și-a încetat activitatea, iar propaganda radiofonică la est de Carpați, s-a atenuat foarte mult. Abia la 1 mai 1956, activitatea postului de la Iași este reluată, sub denumirea Radio Iași, funcționând ca studiou teritorial, fără personalitate juridică, în structura Radiodifuziunii Române.
În 1970 a fost dată în funcție stația modernă de transmisie radio de mare putere 1000 kW - care a preluat frecvența de până atunci a postului de Radio Iași, respectiv 1053 kHz. Stația construită de firma engleză Marconi la Uricani dispune de doi piloni autoradianți și este capabilă să emită cu putere maximă pe axa nord-sud, pentru a asigura o recepție stabilă în zona Moldovei atât ziua, cât și noaptea.
În anul 1985, pe 12 ianuarie, toată activitatea studiourilor teritoriale, inclusiv a Radio Iași a fost desființată.
Emisia postului a fost reluată odată cu Revoluția Română din 1989, începând cu data de 22 decembrie, ora 15:00, în aceeași zi cu celelalte 6 studiouri teritoriale și 2 locale din țară. A fost un moment de bucurie și spirit civic, fiindcă peste 80% din foștii angajați ai postului ieșean au venit, în mod spontan, la sediul postului.
La 2 noiembrie 1996, la 55 de ani de emisie, Radio Iași emitea pe un același emițător Marconi de 1000 de kW, pe unde medii 1053 kHz și deservea opt județe din România și Republica Moldova, având o bună recepție în țări precum Suedia, Finlanda, Polonia, Germania, Grecia, Italia și regiuni ca Africa de Nord. Acest emițător era în proprietatea Societății Naționale de Radiocomunicații, Radiocom și a fost în funcțiune până în anul 2004.
Din 2 aprilie 2004 la orele 05:50 a intrat în emisie oficială noul emițător american Harris, tranzistorizat, cu o putere de 400 kW, aflat în funcțiune și în prezent.
În 2007, Radio Iași emitea 10 minute în limba ucraineană, 10 minute în limba țigănească și 10 minute pentru minoritatea evreiască, în unde medii, săptămânal.

## Frecvențe

### Transmisie în AM
- Iași - 1053 AM

### Transmisie în FM
- Iași - 96.3 FM
- Câmpulung Moldovenesc - 90.8 FM
- Huși - 94.5 FM